# Wコロンの黄昏ラジオ GO!GO!スピーク
Wコロンの黄昏ラジオ GO!GO!スピークは（ダブルコロンのたそがれラジオ ゴー!ゴー!スピーク）はTBCラジオ等のラジオ局で、2010年7月5日から2014年3月24日まで放送されていたバラエティ番組。お笑いコンビWコロンの冠番組。
タイトルの「GO!GO!」は、Wコロンが前進するという意味と、5局で放送されていることを掛けている。

## 出演
- Wコロン（木曾さんちゅう、ねづっち）

## ネット局
2013年10月現在
| 放送対象地域 | 放送局     | 放送日時           | 放送開始日    | 備考   |
| ------------ | ---------- | ------------------ | ------------- | ------ |
| 宮城県       | 東北放送   | 月曜 23:00 - 23:30 | 2010年7月5日  | 幹事局 |
| 福島県       | ラジオ福島 | 日曜 24:30 - 25:00 | 2011年10月2日 |        |
| 富山県       | 北日本放送 | 日曜 17:00 - 17:30 | 2010年10月 -  |        |

### 過去のネット局
- 北海道放送 （2010年10月 - 2011年3月）
- 熊本放送 （2010年10月 - 2011年3月）
- 山陰放送 （2010年10月 - 2011年9月?）
- 宮崎放送 （2011年4月 - 2011年9月?）
- 南海放送 （2012年10月 - 2013年3月?）
- 中国放送 （2010年10月 - 2013年9月）

## コーナー
- 上でもんでもらいましょう

木曾さんちゅうが、リスナーからの質問メールに勝手な解釈をし、行き詰まると「上でもんでもらいましょう」と言うコーナー。
- 破天荒な俺!

温厚な性格のねづっちが、破天荒な男（モデル：長渕剛）に成り切って進めるコーナー。